# Die Marquise von O. (1976)
Die Marquise von O. ist eine westdeutsch-französische Literaturverfilmung von Éric Rohmer aus dem Jahr 1976 nach der gleichnamigen Novelle von Heinrich von Kleist.

## Handlung
Die Titelfigur, die verwitwete Tochter des Kommandanten, kann sich nach einer Vergewaltigung durch einen russischen Grafen auch angesichts ihrer Schwangerschaft an nichts erinnern. Die empörten Eltern verstoßen ihre Tochter, die gegen den Willen ihres Vaters ihre zwei Kinder mitnimmt. Die Marquise gibt eine Annonce auf, um den Vater ihres erwarteten Kindes zu finden. Bald meldet sich jemand anonym und kündigt sein Erscheinen an, die Marquise darf nach Hause zurückkehren. Am Tag nachdem sich der Graf offenbart hat, findet auf Veranlassung der Eltern die Hochzeit statt, allerdings in einer ansonsten leeren Kirche.
Ausführlichere Inhaltsangabe unter Die Marquise von O…

## Kritiken
Laut Lexikon des internationalen Films sei Kleists Novelle in Éric Rohmers „sensibler Verfilmung zum demonstrativen Gegenteil eines sentimentalen Dramas“ geworden. Mit Sinn für die Absurdität der Geschichte lege Rohmer „die ironische Moralkritik der Vorlage bloß, um daraus ein heiteres Plädoyer für die praktizierte Menschlichkeit jenseits bürgerlicher Konventionen zu entwickeln.“

## Hintergrund

### Produktion
An der deutsch-französischen Coproduktion waren beteiligt: Filmproduktion Janus, Artemis, HR, Les Films du Losange und Gaumont.

### Dreharbeiten
Rohmer drehte den Film von Mai bis Juli 1975 im mittelfränkischen Obernzenn in dem barocken Schlossensemble der Gemeinde, bestehend aus Rotem Schloss und Blauem Schloss.
Bundestagsabgeordneter Christian Schmidt, der aus Obernzenn stammt, erinnerte in einer Rede am 30. April 2010 anlässlich einer Vorführung des Films in Obernzenn an die Dreharbeiten in der Zenntalgemeinde. Diese bestimmten über Wochen das Leben in dem Ort:

„Viele trugen auf ihre Art und Weise zum Gelingen der Produktion bei. Die Hotelkapazitäten waren schnell ausgelastet in Obernzenn, so wohnte man bei Privat ... Nestor Almendros, Rohmers Kameramann, wohnte an der Schlossmauer im Wohnmobil und war sehr gesprächig. Ich entsinne mich, dass wir Jüngeren mit Rohmers Sohn Denis Schérer, der heute als sehr umstrittener, links-trotzkistischer Schriftsteller und Aktivist René Monzat bekannt ist, ganz bieder zu Fußball, Gesangvereinsfest und am Sonntag in den Gottesdienst gingen.“

Schmidt gab in seiner Rede auch einen Hinweis, warum der Franzose Rohmer in den Film auf Deutsch an einem deutschen Schauplatz inszenierte:

„Ich erinnere mich an ein Gespräch mit Eric Rohmer, als ich ihn fragte, wieso er denn nicht in Französisch inszeniert habe – und merkte sehr bald, dass ich sein Denken noch nicht verstanden hatte. Für ihn war es wichtiger, für Kleist und seinen Stoff, der ihn interessierte, Deutsch zu lernen, als Kleist nicht in seiner Sprache inszenieren zu können. Dabei, fast spürte ich den Lehrer in ihm, wies er mich daraufhin, dass nicht die französische Sprache melodischer wäre als die deutsche, wie ich meinte, sondern ganz im Gegenteil die Modulation der deutschen Sprache größer wäre.“

## Auszeichnungen
- BAFTA Award 1977: Beste Kostüme für Moidele Bickel
- Internationale Filmfestspiele von Cannes 1976: Großer Preis der Jury für Éric Rohmer, Nominierung für eine Goldene Palme als bester Film
- Deutscher Filmpreis 1976: Preise für Bruno Ganz als bester Hauptdarsteller, für Edith Clever als beste Hauptdarstellerin und für Bernhard Frey, Hervé Grandsart, Helo Gutschwager, Rolf Keden und Roger von Moellendorf für das beste Szenenbild
- National Board of Review Award 1976: Auszeichnung als bester fremdsprachiger Film
- Gilde-Filmpreis in Gold 1978